# 청양 장곡사 설선당
청양 장곡사 설선당(靑陽 長谷寺 說禪堂)은 충청남도 청양군 장곡사에 있는 하대웅전 왼쪽에 동향하여 세워진 스님들이 거처하는 건물이다. 1997년 12월 23일 충청남도의 유형문화재 제151호로 지정되었다.

## 참고 자료
- 장곡사설선당 - 국가유산청 국가유산포털